# Mycologia

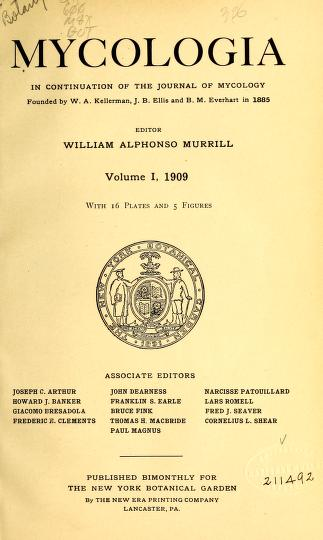
Copertina del primo volume di Mycologia

Mycologia è una rivista scientifica a revisione paritaria che pubblica lavori in campo micologico. Fu pubblicata la prima volta, a tiratura bimestrale, nel gennaio del 1909 dal New York Botanical Garden sotto la direzione di William Murrill, come fusione tra il Journal of Mycology (14 volumi; 1885–1908) e il Mycological Bulletin (7 volumi; 1903–1908).
A partire dal 1932 è diventata la rivista ufficiale della Mycological Society of America.

## Direttori
Sono stati direttori della rivista:
- 1909–1924 - William Murrill
- 1924–1932 - Fred J. Seaver
- 1933 - H.M. Fitzpatrick
- 1933–1934 - J.A. Stevenson
- 1934–1935 - F.A. Wolf
- 1935–1936 - G.R. Bisby
- 1945–1950 - Alexander H. Smith
- 1951–1957 - G.W. Martin
- 1958–1960 - Donald P. Rogers
- 1960–1965 - Clark T. Rogerson
- 1966–1970 - R.W. Lichtward
- 1967 - Joseph C. Gilman
- 1971–1975 - R.K. Benjamin
- 1976–1980 - M. Barr Bigelow
- 1981–1985 - T.W. Johnson, Jr.
- 1986–1990 - R.H. Petersen
- 1991–1995 - David McLaughlin
- 1996–2000 - David H. Griffin
- 2001–2004 - Joan W. Bennett
- 2004–2009 - Don Natvig
- 2009–2014 - Jeffrey K. Stone

## Abstracts ed indicizzazione
Mycologia è presente come abstracts ed indicizzazione nei seguenti database:
- Academic Search
- AGRICOLA
- BIOSIS Previews
- EMBASE
- GEOBASE
- MEDLINE
- Science Citation Index
- Scopus (base di dati)